# Prionsjukdomar
Prionsjukdomar är sjukdomar som beror på förändrade prioner. Smittämnet, sjuka prioner, överförs via smittat foder eller mat. 
Hos djur finns en rad olika prionsjukdomar, som till exempel scrapie hos får och BSE hos nötdjur.